# Canis Records
Canis Records ist ein österreichisches Independent-Label mit Sitz in Wien, das 2016 von dem Musiker, Schriftsteller und Produzenten Chris Canis gegründet wurde.

## Geschichte
Ursprünglich trug das Label den Namen Alpharudel Records. Es wurde später in Canis Records umbenannt. Gemeinsam mit seinem Freund und Bandkollegen, dem Gitarristen Michael Sobotka, gründete Chris Canis das Label mit der anfänglichen Intention, die eigene Musik und jene befreundeter Künstler zu veröffentlichen. Durch die stetig wachsende Community, den Wunsch nach musikalischer Vielfalt und interessanter Musik abseits des Mainstream sowie nicht zuletzt wegen der Entstehung der Compilation-Reihe Feat. Respect, wuchs das Label über die Jahre.
Canis Records versteht sich als dezidiertes Indie-Label, das sich nicht den kommerziellen Zwängen und Richtlinien der Musikindustrie unterwerfen möchte, was es mit seinem Slogan The original meaning of Indie zum Ausdruck bringt. Neben klassischen Labeltätigkeiten ist Canis Records noch in den Bereichen Künstlermanagement und Konzertvermittlung sowie als Musikverlag tätig.

## Feat. Respect
Bei Feat. Respect handelt es sich um eine Sampler-Reihe. Jede Ausgabe hat ein spezifisches gesellschafts- oder umweltpolitisches Thema im Fokus. Der jeweilige Reinerlös kommt einer Hilfsorganisation zugute.
Im Jahr 2016 machte Labelgründer Chris Canis seinen Ärger über die Integrationspolitik und die Polemik gegenüber Ausländern, die vom damaligen Rechtspolitiker Heinz-Christian Strache ausging, in seinen sozialen Netzwerken öffentlich. Daraufhin wurde er von Strache wegen Beleidigung verklagt. Canis lud in Folge geflohene Menschen ins Tonstudio ein, die dort ihre Musik aufnehmen konnten. Diese wurde dann auf dem Sampler Feat. Respect Vol. 1 veröffentlicht. Österreichische Musiker wie die Sofa Surfers, die Steaming Satellites, Mother’s Cake, Mono & Nikitaman und Bauchklang feat. Yasmo steuerten ebenfalls Songs zur Compilation bei. Der Reinerlös kam einer Flüchtlingsunterkunft der Caritas zugute.
Die zweite Ausgabe von Feat. Respect war inspiriert von der Netflix-Dokumentation Seaspiracy. Österreichische Bands, darunter beispielsweise Bloodsucking Zombies from Outer Space und Metternich, wurden darauf mit exklusiven Songs veröffentlicht. Der Reinerlös von Feat. Respect Vol. 2 ging an die Meeresschutzorganisation Sea Shepherd.

## Künstler (Auswahl)
- Andreas Hajdusic
- Turm und Strang
- Chris Canis
- Straywell
- The Jupiter Effect
- Coppelius & das Steampunk Musik Kollektiv
- Sofa Surfers
- Steaming Satellites
- Mother’s Cake
- Mono & Nikitaman
- Bloodsucking Zombies from Outer Space
- Metternich

Quelle:

## Quellnachweise, Fußnoten
1. ↑  Liste österreichischer Labels. Abgerufen am 19. Dezember 2023 (deutsch).
2. ↑  Canis Records Archive. Abgerufen am 19. Dezember 2023 (deutsch).
3. ↑  Ansicht. Abgerufen am 19. Dezember 2023.
4. ↑  Stimmen für ein Miteinander. In: UniScreen. 23. Dezember 2016, abgerufen am 19. Dezember 2023 (deutsch).
5. ↑  Canis Records Launchparty live aus dem Schikander. Abgerufen am 19. Dezember 2023 (deutsch).
6. ↑  Die Freiheiten der Musik: Plattenlabel unterstützt Hollabrunner Musiker. 28. Februar 2023, abgerufen am 19. Dezember 2023.
7. ↑  Feat. Respect – Canis Records. Abgerufen am 19. Dezember 2023 (amerikanisches Englisch).
8. ↑  Theresa Ziegler: Respect when you get home. 7. Oktober 2016, abgerufen am 19. Dezember 2023 (deutsch).
9. ↑  Stefan Baumgartner: Feat. Respect: Musik als völkerverbindendes Gut. Abgerufen am 19. Dezember 2023.
10. ↑  Sandra Frank: „Soll der Anfang von etwas Großem sein“. 10. August 2016, abgerufen am 19. Dezember 2023.
11. ↑  Michael Ternai: CANIS RECORDS sucht für seine Compilation "Feat. Respect Vol. 2" noch 5 Acts. 19. Oktober 2021, abgerufen am 19. Dezember 2023 (deutsch).
12. ↑  Feat. Respect Vol. II – The Sea Shepherd Compilation. Abgerufen am 19. Dezember 2023 (deutsch).
13. ↑  Artists – Canis Records. Abgerufen am 19. Dezember 2023 (amerikanisches Englisch).